# 노키아 2115i
노키아 2115i, 2116i, 가장 흔히 노키아 쇼티(Nokia Shorty)로 알려진 이 모델은 초기 CDMA 캔디바 스타일의 휴대 전화이다. 2115i는 메트로PCS에서 판매되었던 단종 모델이며, 2116i는 메트로PCS에서 판매된 약간의 변형 모델이다. 이 시리즈 중 가장 인기 있는 쇼티는 버진 모바일에서 선불 휴대 전화로 판매된다.

## 평가
CNET의 스튜어트 울핀은 이 전화기에 별 5개 중 2.5개를 주면서, 컴팩트한 디자인, 스피커폰, "견고한 통화 품질"을 긍정적으로 언급했지만, "작고 흑백 화면", 웹 브라우저 부재, 저렴한 느낌을 비난하며 "별다른 기능이 없는 구식 휴대전화인 버진 모바일용 노키아 2115i는 거의 순전히 가끔 전화를 걸고 받는 용도로 설계되었다"고 결론지었다.